# 松田咲實
松田咲實（日语：／ Matsuda Sakumi，1948年—），日本男性前聲優經紀公司、配音訓練學校業主、經理、娛樂宣傳人。前日本演藝經營管理事業者協會副理事長。出身於宮城縣栗原市。

## 來歷、人物
松田咲實為了成為一名詩人，搬到了東京，並加入東京俳優生活協同組合（以下簡稱俳協），擔任兼職客服人員，他曾擔任經紀人，並被借調到由俳協和NHK宣傳服務（現NHK Promortion）合作成立的聲優製作公司「NPS劇場」，擔任管理總經理，1984年借調期滿後，他離開了俳協，並成立ARTSVISION（以下簡稱ARTS）。隨後，1990年，附屬訓練學校改名為日本播音演技研究所，1997年，I'm Enterprise（以下簡稱I'm）作為新的集團機構成立。
他還擔任其所屬藝人的音樂活動的執行製作人。根據唱片公司的不同，該名稱也可能由該公司僱用的執行製作人簽署。此外，當大月俊倫擔任KING RECORDS STARCHILD唱片公司的執行製作人時，松田經常被排除在外。
2006年12月，他因涉嫌對一名參加試鏡的16歲少女做出猥褻行為，而於2007年4月4日被逮捕（但後來因既往疾病被釋放）。同年5月28日，該案移送檢察機關，次日該事件被公開報導。松田承認了這些指控，並說「我這麼做是因為她很可愛」。不幸的是，這名少女沒有被錄取。由於這起醜聞，他於2007年5月30日辭去了ARTS與I'm社長的職務。該案最終被駁回，未提出指控。

## 著書
- （日本播音演技研究所出版事業部發行，勁文社（日语：勁文社）發售，1999年 ISBN 4-7669-3101-7）—「草田未海」名義。
- （Oakla出版（日语：オークラ），2000年3月 ISBN 4-87278-564-9）